# Podrzeka
Podrzeka (ukr. Підріка, Pidrika) – wieś na Ukrainie w rejonie żółkiewskim obwodu lwowskiego.